# Heinrich Pfeiffer
Heinrich Wilhelm Pfeiffer SJ (ur. 22 lutego 1939 w Tybindze, zm. 26 listopada 2021 w Berlinie) – niemiecki jezuita i historyk sztuki, konsultant Papieskiej Komisji ds. Dziedzictwa Kulturowego Kościoła.

## Publikacje
- Zur Ikonographie von Raffaels Disputa. Egidio da Viterbo und die christlich-platonische Konzeption der Stanza della Segnatura, Miscellanea historiae pontificiae 37, Rom 1975 (zugl. Basel, Diss. phil. 1973).
- Gottes Wort im Bild. Das Christusbild in der Kunst, München/Zürich/Wien 1986.
- mit Werner Bulst: Das Turiner Grabtuch und das Christusbild, Bd. 2: Das Grabtuch, der Schleier von Manoppello und ihre Wirkungsgeschichte in der Kunst, Frankfurt/Main 1991.
- Die römische Veronika. In: Grenzgebiete der Wissenschaft (Resch, Innsbruck) 49/3 (2000), S. 225–240.
- Il volto santo di Manoppello, Pescara 2000.
- Die Sixtinische Kapelle neu entdeckt. Belser, Stuttgart 2007, ISBN 978-3-7630-2488-9